# Vsevolod III di Vladimir
Vsevolod (Dmitrij) III Jur'evič, detto dal Grande Nido (in russo Всeволод III Юрьевич Большоe Гнездo?, /'vsʲɛvʌlʌd 'trʲɛtij 'jurʲjɪviʧ bʌʎ'ʃɔjɛ gnʲɪz'dɔ/; Dmitrov, 1154 – Vladimir, 12 aprile 1212), è stato gran principe di Kiev nel 1173, principe di Perejaslavl dal 1176 al 1177 e gran principe di Vladimir dal 1177 al 1212. Durante il suo regno la città di Vladimir raggiunse l'apice della sua gloria.

## Biografia

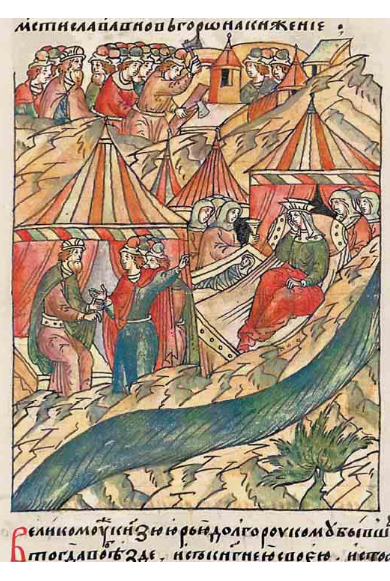
La nascita di Vsevolod III Jur'evič

Vsevolod era il decimo o undicesimo figlio di Jurij Dolgorukij, il quale fondò la città di Dmitrov per commemorare il luogo della nascita del figlio. Karamzin è stato il primo a ipotizzare che la madre di Vsevolod, Elena, fosse una principessa greca, e che, dopo la morte del marito avesse portato con sé Vsevolod a Costantinopoli, dove il principe avrebbe passato la propria gioventù alla corte dei Comneni. Si suppone che nel viaggio di ritorno da Bisanzio verso la Rus' nel 1170, Vsevolod abbia visitato Tbilisi, come riferisce una cronaca locale di quell'anno, secondo la quale il re della Georgia intrattenne suo nipote da Costantinopoli e gli diede in sposa una sua parente, una principessa osseta.
Nel 1173, Vsevolod si stabilì brevemente sul trono di Kiev, fu poi preso prigioniero da due principi di Smolensk che conquistarono la città. Venne riscattato l'anno seguente, e prese le parti di suo fratello Mikhail nella lotta contro i potenti boiari di Rostov e Suzdal'. Dopo la morte di Mikhail, nel contesto dei torbidi che erano cominciati dopo la morte di Andrej Bogoljubskij, salì sul trono di Vladimir.
Vsevolod fu un grande principe, e ingrandì molto il principato di Vladimir-Suzdal' inglobandovi le città di Kostroma, Kaluga, Rybinsk e Čerepovec.
Egli soggiogò i boiari e attaccò sistematicamente i popoli che vivevano sul Volga, soprattutto nella Bulgaria del Volga. Mise sul trono di Novgorod dei re fantocci e diede in spose le sue figlie ai principi di Černihiv e di Kiev.
Vsevolod dimostrò poca grazia verso coloro che disobbedivano ai suoi ordini: nel 1180 e nel 1187 punì i principi di Rjazan' cacciandoli dalle loro terre. Nel 1207 rase al suolo sia Rjazan' sia Belgorod. La sua fama militare si diffuse rapidamente.
I problemi di Kiev preoccuparono sempre meno Vsevolod nell'ultima parte del suo regno: egli si concentrò invece sull'obbiettivo di fare di Vladimir, la sua capitale, la città più gloriosa della Rus'. Sua moglie Maria Švarnovna, che si dedicò ad opere di pietà e fondò molti conventi, venne canonizzata dalla Chiesa ortodossa russa come santa. Da lei Vsevolod ebbe non meno di dodici figli, guadagnando così il soprannome di Grande nido. 

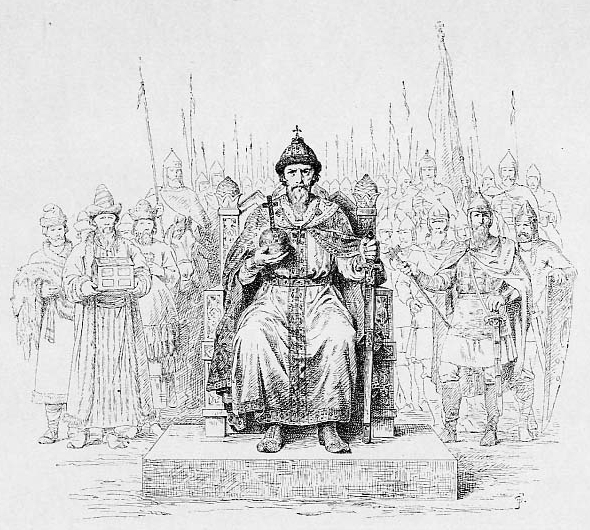
Vsevolod dal Grande Nido. Nelle cronache viene detto il Grande

Morì il 12 aprile 1212 e venne seppellito nella Cattedrale della Dormizione (Vladimir).  Alla sua morte, scoppiarono come al solito lotte intestine.  Alla fine nessuno divenne principe di tutto il gran principato di Vladimir-Suzdal': il territorio si polverizzò in una quantità di microscopici principati autonomi. Con la morte di Vsevolod, secondo lo storico polacco Andrzej Poppe, non si può più neanche parlare del principato di Vladimir-Suzdal' come di una entità unitaria.  Sicuramente i segni della decadenza politica della Rus' di Kiev erano evidenti: siamo alla vigilia della conquista tataro-mongola.  I commerci internazionali erano quasi scomparsi, le lotte tra le città-Stato continuavano, le terre si impoverivano e la popolazione soffriva la fame.  Il crollo demografico è evidente già prima dell'arrivo dei Tataro-mongoli.

## Ascendenza
|                                   |   |                          | Genitori      |  |  | Nonni |  |  | Bisnonni              |  |  | Trisnonni               |  |
|                                   |   |                          |               |  |  |       |  |  | Vsevolod I Jaroslavič |  |  | Jaroslav I Vladimirovič |  |
|                                   |   |                          |               |  |  |       |  |  | Vsevolod I Jaroslavič |  |  | Jaroslav I Vladimirovič |  |
|                                   |   | Ingegerd Olofsdotter     |               |  |  |       |  |  | Vsevolod I Jaroslavič |  |  |                         |  |
| Vladimir II Vsevolodovič Monomaco |   |                          |               |  |  |       |  |  | Vsevolod I Jaroslavič |  |  |                         |  |
|                                   |   | Maria-Anastasia Monomaca | Costantino IX |  |  |       |  |  |                       |  |  |                         |  |
|                                   |   | Maria-Anastasia Monomaca | Costantino IX |  |  |       |  |  |                       |  |  |                         |  |
|                                   |   | Maria-Anastasia Monomaca | …             |  |  |       |  |  |                       |  |  |                         |  |
| Jurij Vladimirovič Dolgorukij     |   | Maria-Anastasia Monomaca |               |  |  |       |  |  |                       |  |  |                         |  |
|                                   |   | …                        | …             |  |  |       |  |  |                       |  |  |                         |  |
|                                   |   | …                        | …             |  |  |       |  |  |                       |  |  |                         |  |
|                                   |   | …                        | …             |  |  |       |  |  |                       |  |  |                         |  |
| Eufemia                           |   | …                        |               |  |  |       |  |  |                       |  |  |                         |  |
|                                   |   | …                        | …             |  |  |       |  |  |                       |  |  |                         |  |
|                                   |   | …                        | …             |  |  |       |  |  |                       |  |  |                         |  |
|                                   |   | …                        | …             |  |  |       |  |  |                       |  |  |                         |  |
| Vsevolod III Jur'evič             |   | …                        |               |  |  |       |  |  |                       |  |  |                         |  |
|                                   | … | …                        |               |  |  |       |  |  |                       |  |  |                         |  |
|                                   | … | …                        |               |  |  |       |  |  |                       |  |  |                         |  |
|                                   | … | …                        |               |  |  |       |  |  |                       |  |  |                         |  |
| …                                 | … |                          |               |  |  |       |  |  |                       |  |  |                         |  |
|                                   |   | …                        | …             |  |  |       |  |  |                       |  |  |                         |  |
|                                   |   | …                        | …             |  |  |       |  |  |                       |  |  |                         |  |
|                                   |   | …                        | …             |  |  |       |  |  |                       |  |  |                         |  |
| Elena di Costantinopoli           |   | …                        |               |  |  |       |  |  |                       |  |  |                         |  |
|                                   |   | …                        | …             |  |  |       |  |  |                       |  |  |                         |  |
|                                   |   | …                        | …             |  |  |       |  |  |                       |  |  |                         |  |
|                                   |   | …                        | …             |  |  |       |  |  |                       |  |  |                         |  |
| …                                 |   | …                        |               |  |  |       |  |  |                       |  |  |                         |  |
|                                   |   | …                        | …             |  |  |       |  |  |                       |  |  |                         |  |
|                                   |   | …                        | …             |  |  |       |  |  |                       |  |  |                         |  |
|                                   |   | …                        | …             |  |  |       |  |  |                       |  |  |                         |  |
|                                   |   | …                        |               |  |  |       |  |  |                       |  |  |                         |  |

## Letteratura
- Kuchkin V.A.Vsevolod Jurievič dal Grande Nido // La Russia antica nel mondo medievale. Enciclopedia / Ed. E. A. Melnikova, V. Ya. Petrukhina. - 2ª ed. - M.: Ladomir, 2017 .-- S. 159-160.
- Limonov Ju. A. Vladimir-Suzdal' Rus'. Saggi di storia socio-politica Otv. ed. BA Rybakov. - L.: Nauka, 1987 .-- 216 p.